# Alemania en los Juegos Olímpicos de la Juventud 2010
Alemania ganó 22 medallas en Singapur 2010

## Medallero
| País     | Oro | Plata | Bronce |
| -------- | --- | ----- | ------ |
| Alemania | 4   | 9     | 9      |

### Participantes alemanes
Alemania presentó 70 atletas.